# Cantó de Ferrières-en-Gâtinais
El cantó de Ferrières-en-Gâtinais és un cantó francès del departament de Loiret, situat al districte de Montargis. Té 17 municipis i el cap és Ferrières-en-Gâtinais.

## Municipis
- Chevannes
- Chevry-sous-le-Bignon
- Corbeilles
- Courtempierre
- Dordives
- Ferrières-en-Gâtinais
- Fontenay-sur-Loing
- Girolles
- Gondreville
- Griselles
- Le Bignon-Mirabeau
- Mignères
- Mignerette
- Nargis
- Préfontaines
- Sceaux-du-Gâtinais
- Treilles-en-Gâtinais

## Història
| Data d'elecció                           | Identitat       | Partit                                       | Qualitat |
| ---------------------------------------- | --------------- | -------------------------------------------- | -------- |
| 1945-1951                                | M. Redon        | UDSR                                         |          |
| 1951-1970                                | M. Lheure       | Divers droite                                |          |
| 1970-2008                                | René Alaux      | Centrista, després PS, després divers gauche |          |
| 2008-                                    | Frédéric Neraud | Divers droite                                |          |
| les dades anteriors no són pas conegudes |                 |                                              |          |
|                                          |                 |                                              |          |

## Demografia
| A partir de 1990: Població sense dobles comptes |